# ألكسندرا بيلينجز
الكسندرا بيلينجز (بالإنجليزية: Alexandra Billings)‏ مواليد 28 مارس 1962 في كاليفورنيا، الولايات المتحدة، هي ممثله أمريكية وناشطه حقوقيه، بيلينجر متحولة جنسيا ، وتعتبر أو متحول جنسي بشكل علني يلعب دور متحول كما في فيلم رومي وميشيل لعام 2005.

## وصلات خارجية
- ألكسندرا بيلينجز على موقع IMDb (الإنجليزية)
- ألكسندرا بيلينجز على موقع ألو سيني (الفرنسية)
- ألكسندرا بيلينجز على موقع ميوزك برينز (الإنجليزية)
- ألكسندرا بيلينجز على موقع أول موفي (الإنجليزية)
- ألكسندرا بيلينجز على موقع قاعدة بيانات برودواي على الإنترنت (الإنجليزية)
- ألكسندرا بيلينجز على موقع أول ميوزيك (الإنجليزية)
- ألكسندرا بيلينجز على موقع ديسكوغز (الإنجليزية)
- ألكسندرا بيلينجز على موقع قاعدة بيانات الفيلم (الإنجليزية)
- ألكسندرا بيلينجز على موقع ليتربوكسد (الإنجليزية)